# Багаті теж плачуть (серіал, 2022)
Багаті теж плачуть (ісп. Los ricos también lloran) — мексиканський телесеріал 2022 року у жанрі драми, мелодрами та створений компаніями TelevisaUnivision, W Studios. В головних ролях — Клаудія Мартін, Себастьян Рульї.
Перша серія вийшла в ефір 21 лютого 2022 року.
Серіал має 1 сезон. Завершився 60-м епізодом, який вийшов у ефір 13 травня 2022 року.
Режисер серіалу — Луїс Манзо, Павло Васкес, Карлос Сантос.
Сценарист серіалу — Марісель Льоберас, Фермін Зуніга, Даніела Річер.
Продюсер серіалу — Карлос Бардасано.
Серіал є адаптацією мексиканського серіалу «Багаті теж плачуть», 1979 року.

## Сюжет
Маріана — бідна жінка, яка переїжджає в особняк після того, як врятувала життя Альберто. Коли вона закохується в його сина — Луїса Альберто, вони зіштовхуються з класовими відмінностями між родинами та друзями.

## Актори та ролі

### Головні
| Актор                 | Роль                                    |
| --------------------- | --------------------------------------- |
| Себастьян Рульї       | Луїс Альберто Сальватерра Суарес        |
| Клаудія Мартін        | Маріана Вільярреал / Маріана Монтенегро |
| Ніколас Хаза          | Луїс Альберто (в молодості)             |
| Зої Торрес            | Маріана (в дитинстві)                   |
| Фабіола Гуахардо      | Сорая Монтенегро                        |
| Азела Робінсон        | Єлєна Суарес                            |
| Алехандра Баррос      | Даніела Монтесінос де Сальватьерра      |
| Віктор Гонсалес       | ЛеонАльфаро                             |
| Лоре Граневич         | Брітні Шанталь Домінгес Перес           |
| Дієго Кляйн           | Сантьяго Інохоса Монтесінос             |
| Артуро Барба          | Віктор Міллан                           |
| Рубен Санс            | Уріел Лопес                             |
| Талі Гарсія           | Софія Мандухано                         |
| Антоніо Фортьє        | Феліпе Кастільо                         |
| Хосе Луїс Франко      | Едуардо Бесерра                         |
| Мімі Моралес          | Гвадалупе Моралес                       |
| Маріо Моран           | Дієго Фернандес                         |
| Мішель Хурадо         | Патрісія Луна де Кастільо               |
| Добрина Крістева      | Сокорро «Коко» Буендіа                  |
| Паола Тойос           | Матильда Велес                          |
| Ерік Діас             | Поло Ернандес                           |
| Аксель Алькантара     | Джоні Домінгес Перес                    |
| Серхіо Рейносо        | Раміро Домінгес                         |
| Генрі Закка           | отець Гільєрмо Вільярреал               |
| Далайла Поланко       | Чабела Перес де Домінгес                |
| Гільєрмо Гарсія Канту | Альберто Сальватерра                    |

### Постійні та спеціальні гості
| Актор                           | Роль                                                                      |
| ------------------------------- | ------------------------------------------------------------------------- |
| Луїс Гатіка                     | Освальдо Вальдівія                                                        |
| Маріен Хурадо                   | Міранда                                                                   |
| Даріо Ріполь                    | Грегоріо                                                                  |
| Артуро Кармона                  | Педро Вільяреал Гарсія                                                    |
| Родольфо Аріас                  | Мурільо                                                                   |
| Ірінео Альварес                 | Альфонсо Романо                                                           |
| Люпіта Лара                     | Тринідад «Нана Тріні»                                                     |
| Фернандо Банда                  | Касеро                                                                    |
| Карлос Морено Кравіото          | Маркес                                                                    |
| Рікі Гутьєррес                  | Хесус Камарго                                                             |
| Пауліна де Альба                | Констанца                                                                 |
| Памела Баррі                    | Ліззі                                                                     |
| Алехандро Фогер                 |                                                                           |
| Сахіт Соса                      | Хайме                                                                     |
| Фернанда Берналь                |                                                                           |
| Карла Суескун                   | Найеллі                                                                   |
| Ектор Салас                     | Матіас Сальватерра Суарес                                                 |
| Карлос Гатіка                   | Еміліо Кампос                                                             |
| Артуро Гарсія Теноріо           | Хав'єр                                                                    |
| Дарвін                          | Дон Торібіо                                                               |
| Енді Ло                         | Майкель Редондо                                                           |
| Ден Осоріо                      | менеджер Матса                                                            |
| Аріель Лопес Паділья            | Ефраїн Торрес                                                             |
| Сезар Вальдівія                 | Мануель                                                                   |
| Ян Монтеррубіо                  | Едгар Кастільо Луна                                                       |
| Алекса Ордас Кастро             | Монсеррат «Монсе» Кастільо Луна                                           |
| Гуґо Каталан                    | Карлос                                                                    |
| Карілу Наварро                  | донья Чоле                                                                |
| Сачі Тамашіро                   | Альтаміра                                                                 |
| Валентина Дельфін Сервантес     | Джульєта Фернандес                                                        |
| Хорхе Альберто Галлегос «Ероке» | Сікаріо                                                                   |
| Рене Мартінес                   | Форенсе                                                                   |
| Марія Фернанда Гарсія           | Сандра                                                                    |
| Леон Пераза                     | Рафаель Монтенегро                                                        |
| Сіріло Сантьяго Перес           | Сальвадор                                                                 |
| Віктор Баез                     | Дон Маріто                                                                |
| Майра Рохас                     | Йоланда                                                                   |
| Мерседес Олеа                   | хрещена мати Маріани                                                      |
| Наташа Домінгес                 | Тамара                                                                    |
| Агустін Арана                   | Страмесі                                                                  |
| Сабріна Сеара                   | Вівіан                                                                    |
| Андрес Байда                    | Альберто «Бетіто» Сальватьерра Вільярреал / Томас «Томазіто» Верон Ортега |
| Естефі Мерельс                  | Роберта Міллан                                                            |
| Ізраель Салмер                  | Хосе Верон                                                                |
| Магалі Буайсель                 | Ріта Ортега де Верон                                                      |
| Клаудія Сільва                  | Наталія «Наті»                                                            |

## Сезони
| Сезон | Епізоди | Епізоди | Оригінальний показ | Оригінальний показ | Оригінальний показ |
| Сезон | Епізоди | Епізоди | Перший показ       | Останній показ     | Мережа             |
| ----- | ------- | ------- | ------------------ | ------------------ | ------------------ |
| 1     | 60      | 60      | 21 лютого 2022     | 13 травня 2022     | Las Estrellas      |

## Аудиторія
| Сезон | Розклад       | Серії | Перший ефір         | Перший ефір        | Останній ефір       | Останній ефір      | Середня кількість глядачів (мільйони) |
| Сезон | Розклад       | Серії | Дата                | Глядачі (мільйони) | Дата                | Глядачі (мільйони) | Середня кількість глядачів (мільйони) |
| ----- | ------------- | ----- | ------------------- | ------------------ | ------------------- | ------------------ | ------------------------------------- |
| 1     | 21:30 — 22:30 | 60    | 21 лютого 2022 року | 4,1                | 13 травня 2022 року | 3,7                | 3,2                                   |

## Рейтинги серій

### Сезон 1 (2022)
| №  | Оригінальна дата ефіру | Аудиторія (мільйони) | №  | Оригінальна дата ефіру | Аудиторія (мільйони) | №  | Оригінальна дата ефіру | Аудиторія (мільйони) |
| -- | ---------------------- | -------------------- | -- | ---------------------- | -------------------- | -- | ---------------------- | -------------------- |
| 1  | 21 лютого 2022         | 4.1                  | 21 | 21 березня 2022        | 3.3                  | 41 | 18 квітня 2022         | 3.5                  |
| 2  | 22 лютого 2022         | 4.2                  | 22 | 22 березня 2022        | 3.0                  | 42 | 19 квітня 2022         | 3.5                  |
| 3  | 23 лютого 2022         | 3.8                  | 23 | 23 березня 2022        | 3.5                  | 43 | 20 квітня 2022         | 3.2                  |
| 4  | 24 лютого 2022         | 4.5                  | 24 | 24 березня 2022        | 3.1                  | 44 | 21 квітня 2022         | 3.5                  |
| 5  | 25 лютого 2022         | 4.3                  | 25 | 25 березня 2022        | 2.9                  | 45 | 22 квітня 2022         | 3.2                  |
| 6  | 28 лютого 2022         | 4.0                  | 26 | 28 березня 2022        | 3.1                  | 46 | 25 квітня 2022         | 3.5                  |
| 7  | 1 березня 2022         | 3.8                  | 27 | 29 березня 2022        | 3.1                  | 47 | 26 квітня 2022         | 3.7                  |
| 8  | 2 березня 2022         | 4.0                  | 28 | 30 березня 2022        | 3.7                  | 48 | 27 квітня 2022         | 3.8                  |
| 9  | 3 березня 2022         | 4.4                  | 29 | 31 березня 2022        | 3.4                  | 49 | 28 квітня 2022         | 3.4                  |
| 10 | 4 березня 2022         | 3.8                  | 30 | 1 квітня 2022          | 3.1                  | 50 | 29 квітня 2022         | 3.3                  |
| 11 | 7 березня 2022         | 4.4                  | 31 | 4 квітня 2022          | 3.3                  | 51 | 2 травня 2022          | 3.4                  |
| 12 | 8 березня 2022         | 4.3                  | 32 | 5 квітня 2022          | 3.2                  | 52 | 3 травня 2022          | 3.5                  |
| 13 | 9 березня 2022         | 3.9                  | 33 | 6 квітня 2022          | 3.5                  | 53 | 4 травня 2022          | 3.2                  |
| 14 | 10 березня 2022        | 4.2                  | 34 | 7 квітня 2022          | 3.2                  | 54 | 5 травня 2022          | 3.6                  |
| 15 | 11 березня 2022        | 4.0                  | 35 | 8 квітня 2022          | 3.0                  | 55 | 6 травня 2022          | 3.4                  |
| 16 | 14 березня 2022        | —                    | 36 | 11 квітня 2022         | 3.0                  | 56 | 9 травня 2022          | 3.9                  |
| 17 | 15 березня 2022        | —                    | 37 | 12 квітня 2022         | 3.3                  | 57 | 10 травня 2022         | 3.0                  |
| 18 | 16 березня 2022        | —                    | 38 | 13 квітня 2022         | 3.4                  | 58 | 11 травня 2022         | 3.7                  |
| 19 | 17 березня 2022        | —                    | 39 | 14 квітня 2022         | 2.6                  | 59 | 12 травня 2022         | 3.4                  |
| 20 | 18 березня 2022        | —                    | 40 | 15 квітня 2022         | 2.8                  | 60 | 13 травня 2022         | 3.7                  |

## Інші версії
| Рік  | Країна    | Українська назва   | Оригінальна назва        | Кількість | Кількість | В головних ролях                                                                   | Компанія                      | Канал                           |
| Рік  | Країна    | Українська назва   | Оригінальна назва        | сезонів   | серій     | В головних ролях                                                                   | Компанія                      | Канал                           |
| ---- | --------- | ------------------ | ------------------------ | --------- | --------- | ---------------------------------------------------------------------------------- | ----------------------------- | ------------------------------- |
| 1979 | Мексика   | Багаті теж плачуть | Los ricos también lloran | 1         | 248       | Вероніка Кастро, Рохеліо Герра, Едіт Гонсалес, Гільєрмо Капетільйо, Росіо Банкельс | Televisa                      | Las Estrellas                   |
| 1995 | Мексика   | Марія з передмістя | María la del barrio      | 1         | 185       | Талія, Фернандо Колунга, Ітаті Кантораль                                           | Televisa                      | Las Estrellas                   |
| 2005 | Бразилія  | Багаті теж плачуть | Os Ricos Também Choram   | 1         | 153       | Таїс Ферсоза, Марсіо К'єлінг                                                       |                               | Sistema Brasileiro de Televisão |
| 2006 | Мексика   | Марина             | Marina                   | 1         | 169       | Сандра Ечеверрія, Маурісіо Очманн, Айлін Мухіка                                    | Telemundo, Argos Comunicación | Telemundo                       |
| 2011 | Філіппіни | Марія з передмістя | Maria la del Barrio      | 2         | 145       | Еріх Гонсалес, Енчонг Ді                                                           | Televisa, Star Creatives      | ABS-CBN                         |